# Horcas
Horcas est un groupe argentin de heavy metal, originaire de Buenos Aires. Il est formé en 1988 par Osvaldo Civile.

## Biographie

### Origines et débuts (1985–1990)
Après le départ d'Osvaldo Civile de V8 en 1985, celui-ci décide de former un groupe du nom de Horcas. Pendant son temps passé au Brésil, Civile écoute Ride the Lightning de Metallica et décide d'adopter un son similaire. En 1987, Horcas enregistre sa première démo, qui comprend les chansons Mentes perversas, Reinará la tempestad, Cosas enfermas et Ardiendo en llamas. 
La première version de Horcas à partir en tournée se compose de Civile à la guitare solo, Adrián Zucchi à la guitare rythmique, Eddie Walker à la basse, Gabriel Ganzo à la batterie, et Hugo Benítez au chant. À ses débuts sur scène, Horcas se produit à la Sociedad Japonesa de Rosario (Province de Santa Fé) devant plus de 600 personnes. Ils jouent également pendant l'Helloween, à San Martín. Le groupe gagne rapidement en popularité. En 1990, Horcas signe un contrat avec le label indépendant Radio Trípoli, auquel il publie son premier album Reinará la Tempestad,.

### Oíd Mortales el Grito Sangrado(1991–1996)
En 1991, le bassiste Eddie Walker quitte le groupe et est remplacé par Norberto « Topu » Yáñez, et Oscar Castro endosse la guitare rythmique. Avec cette formation, le groupe publie son deuxième album, Oíd Mortales el Grito Sangrado, qu s'inspire de l'hymne argentin Oíd mortales el grito sagrado,. L'album comprend la chanson à succès Solución Suicida. En 1993, le groupe est choisi pour l'ouverture d'un concert de Metallica, Motörhead, Kreator et Exodus pendant leurs dates argentines. Cependant, des conflits internes mènent au renvoi de tous les membres à l'exception du bassiste Topu Yáñez, en moins d'un an. Cette situation, qui mène Civile à former de nouveau un groupe au complet, mène également à des problèmes avec leur label qui empêchera le groupe d'enregistrer pendant cinq ans, ce qui compromettra sérieusement sa popularisation.

### Succès et mort de Civile (1997–1999)
Civile continue avec Horcas contre toute attente. En 1997, le groupe comprend désormais de nouveaux membres que sont Sebastián Escoria à la guitare, Guillermo De Lucra à la batterie, et Walter Merza au chant. Avec cette formation, Horcas peut commencer les enregistrements de son troisième album, Vence. L'album, qui comprend le classique Argentina, tus hijos est bien accueilli par la presse spécialisée et les fans locaux. 1997 et 1998 sont des années qui soulèvent Horcas dans la scène heavy metal argentine et sud-américaine. À cette période, Civile expliquera qu'après sept ans, il aura enfin réussi à remettre le groupe sur pied.
Au début de 1999, Horcas revient en studio pour enregistrer un quatrième album, Eternos, qui sera le dernier de Civile. Le 24 avril 1999, Civile joue pour la dernière fois avec Horcas. Cinq ans plus tard, le 29 avril, il est retrouvé mort, tué d'une balle, à son domicile. La cause de son décès ne sera jamais clarifiée, bien que des rumeurs circulent selon lesquelles il s'agirait d'un suicide, Civile étant alcoolique et sujet à la dépression.

### Vive(1999–2003)
Les membres restant du groupe se retrouvent confronter à un dilemme, à savoir s'ils souhaitaient poursuivre les activités du groupe ou non. Finalement, ils décident de continuer avec Horcas en hommage à Civile, malgré les changements stylistiques qui s'opéreront des mois après sa mort. Le groupe pensait même à se renommer Garca$. Ils recrutent le guitariste Gabriel Bobolis et entament une tournée internationale au Mexique, en Bolivie, en Uruguay et au Brésil en soutien à l'album Eternos. 
En 2002, Horcas signe au label El Pie Records et enregistre un cinquième album, le premier sans Osvaldo Civile. L'album est simplement intitulé Horcas et extrêmement bien accueilli par la presse spécialisée, notamment grâce aux singles Esperanza et Reacción.  L'année suivante sort l'album live Vive, enregistré le 13 septembre 2003 à Buenos Aires.

### Demncial(2004–2006)
2004 est un tournant dans l'existence de Horcas. L'année commence par un concert avec Iron Maiden à l'Estadio Vélez Sarsfield de Buenos Aires devant 40 000 personnes. Peu après, ils changent de management et parviennent à tourner régulièrement à l'international. Le 18 novembre 2004, Horcas publie l'album Demencial, leur dernier chez El Pie Records. À la tournée Demencial Tour, Horcas joue en Argentine, Équateur, au Venezuela, en Uruguay et en Colombie durant laquelle ils jouent au festival Rock al Parque le 14 octobre 2006.

### Asesino(2006–2008)
En 2006, Horcas signe aux labels SoyRock/TockaDiscos – Sony BMG, leur premier contrat avec une major. Ils publient le 26 octobre 2006 leur huitième album, 'Asesino, qui les emmène encore plus loin. L'album est plus sombre que ses prédécesseurs et accueilli d'une manière mitigée par la presse spécialisée. Cependant la tournée Asesino Tour 2007-2008 est un véritable succès avec plus de 100 dates et une participation au festival Vive Latino à Santiago, au Chili, le 15 avril 2007 et l'ouverture d'un concert de Megadeth à Buenos Aires en mai 2008.

### 20eanniversaire et suites (depuis 2008)
Le 16 octobre 2008, Horcas publie son neuvième album, Reviviendo Huestes. Le premier single s'intitule Reviviendo las Huestes. Entre 2009 et 2010, Horcas part en tournée RH Tour, avec Iron Maiden le 28 mars 2009 à l'Estadio Vélez Sarsfield devant 40 000 personnes et avec Metallica le 21 janvier 2010 à l'Estadio Monumental Antonio Vespucio Liberti devant 60 000 personnes. Le 15 mai 2010, Horcas enregistre son dixième album et premier DVD live au Teatro Colegiales de Buenos Aires spécialement pour son 20e anniversaire. Le 6 décembre 2010, Horcas publie donc La Maldición Continúa. En 2012, Gabriel Lis quitte le groupe et est remplacé par Lucas Simcic.

## Membres

### Membres actuels
- Topo Yáñez - basse (depuis 1991)
- Sebastián Coria - guitare (depuis 1994)
- Lucas Simcic - guitare (depuis 2011)
- Walter Meza - chant (depuis 1997)
- Mariano Elias Martin - batterie (depuis 2016)

### Anciens membres
- Osvaldo Civile (†) - guitare (1986–1999) (V8, Té de Brujas)
- Adrian Zucchi - guitare (1989) (Motor V, Traidor)
- Claudio « Yankee » Ortiz - guitare (1990)
- Oscar Castro - guitare (1991–1993) (Lethal, Legion, Existencia, Azeroth, Bizarro)
- Gabriel Lis - guitare (1999-2011)
- Marcelo Dogo - basse (1986-1988)
- Eddie Walker (1989–1991) - basse (Lethal, Razones Concientes, Motor V, Existencia)
- Gabriel Ganzo (1986–1993) - batterie (El Dragon, Razones Concientes, Res.ca.te, Existencia)
- Marcelo Bartolozzi - batterie (1994)
- Guillermo De Luca - batterie (1995-2016)
- Sergio Cives - chant (1986)
- Carlos Perigo - chant (1988) (Predador, Rata Blanca, Heinkel, Wizard)
- Hugo Benítez - chant (1986–1988, 1998-1993) (Metralla, Letal, Motorman, Existencia)
- Christian Bertoncelli - chant (1995–1997) (Imperio, Bajel, Renacer, Azeroth)

## Discographie
- 1990 : Reinará la tempestad
- 1992 : Oíd mortales el grito sangrado
- 1997 : Vence
- 1999 : Eternos
- 2002 : Horcas
- 2003 : Vive
- 2004 : Demencial
- 2006 : Asesino
- 2008 : Reviviendo Huestes
- 2010 : La Maldición Continúa
- 2013 : Por tu Honor